# Common Language Runtime
O tempo de execução de linguagem comum, em inglês Common Language Runtime (CLR), é o componente de máquina virtual da plataforma .NET da Microsoft que gerencia a execução de programas .NET. Um processo conhecido como compilação just-in-time converte o código compilado em linguagem de máquina que a CPU do computador executa. A CLR fornece serviços adicionais, incluindo gerenciamento de memória, segurança de tipagem, tratamento de exceção, garbage collection, segurança e gerenciamento de thread. Todos os programas escritos para o framework .NET, independentemente da linguagem de programação, são executados pela CLR. Todas as versões do framework .NET incluem a CLR.
A CLR implementa o Virtual Execution System (VES), como definido no padrão da infraestrutura de linguagem comum (CLI), inicialmente desenvolvida pela Microsoft. Um padrão público define a especificação da infraestrutura de linguagem comum.

A CLR converte a CIL (Common Intermediate Language) em código nativo.

| Versão CLR | Versão .NET      |
| ---------- | ---------------- |
| 1.0        | 1.0              |
| 1.1        | 1.1              |
| 2.0        | 2.0, 3.0, 3.5    |
| 4          | 4, 4.5, 4.6, 4.7 |

## Benefícios
O tempo de execução fornece os seguintes recursos:
- A habilidade para, facilmente, usar componentes desenvolvidos em outras linguagens.
- Tipos extensíveis para a biblioteca de uma classe.
- Recursos de linguagem, tais como herança, interfaces, e sobrecarga para programação orientada a objeto.
- Suporte para threads, o que permite a criação de aplicações multithread, escaláveis.
- Suporte para tratamento de exceção estruturado.
- Suporte para atributos personalizados.
- Coletor de lixo.
- Uso de delegados ao invés de ponteiros de função para aumentar a segurança de tipagem e segurança. Para mais informação sobre delegados, ver Common Type System.